# Spider-Cochon
Spider-Cochon ou Harry Crotteur ou Plopper (Spider-Pig ou Harry P'tit-pot au Québec) est un personnage fictif de la série Les Simpson. Mais sa plus longue apparition est dans Les Simpson, le film.
C'est un cochon qui porte des cheveux blonds.
C'est Homer qui l'a recueilli et qui lui a donné ses deux noms.
Spider-Cochon est une référence à Spider-Ham, un personnage Marvel créé en novembre 1983 par Tom de Falco et Mark Armstrong. Il apparaît dans les comic books Peter Porker, the Spectacular Spider-Ham (jeu de mots avec Peter Parker, the Spectacular Spider-Man).
Harry Crotteur est une référence à Harry Potter. Il l'appelle également Crotteur (ou P'tit-pot), diminutif du nom précédent.

## Biographie
Dans les Simpson, Spider-Cochon apparaît pour la première fois dans Les Simpson, le Film au restaurant Krusty Burger lors d'une publicité tournée par Krusty le clown pour promouvoir son nouveau sandwich Le graisseur. Une fois la publicité fournie, Krusty ordonne de tuer le cochon qui se réfugie dans les bras d'Homer Simpson qui mangeait au restaurant avec son fils Bart. Homer a alors une sorte de "coup de foudre" pour le cochon et décide de l'adopter.
Cependant, Marge ne se montre pas très réceptive à l'idée, d'autant que peu de temps auparavant Abraham Simpson avait annoncé, lors d'une crise de folie, une malédiction à l'encontre de Springfield incluant "une queue tordue", semblable à celle de l'animal. Cependant Homer parviendra à la convaincre.
Homer le tiendra plus tard pour le faire marcher au plafond, et c'est au cours de cette séquence qu'il lui donnera le surnom Spider-Cochon. Il s'amusera à le coiffer et à le câliner sous le regard de Bart qui devient jaloux du porc, qui reçoit plus d'attention que lui.
Homer l'aidera à remplir un énorme silo d'excréments que Marge lui demandera d'aller déposer à la décharge. C'est à cette occasion qu'il lui donne le nouveau nom de Harry Crotteur en lui mettant des lunettes noires et une cicatrice semblable à celle du personnage. Cependant, au lieu d'aller à la décharge, Homer relâchera le silo dans le lac. Or, comme l'avait prédit Lisa, le moindre déchet supplémentaire polluerait le lac à un point irrécupérable. Homer prendra alors la fuite avec Spider-Cochon en voyant ce qu'il a fait.
La vérité finit par être découverte et quand Homer et sa famille tentent de fuir avec l'aide de Ned Flanders, Spider-Cochon fait tomber la planche sur laquelle les cinq membres de la famille passent, bien que Homer lui ait dit « Non Crotteur, si tu fais ça papa mourra ».

## La chanson de Spider-Cochon
La chanson que chante Homer lorsqu'il suspend Spider-Cochon au plafond est devenue célèbre et a été très téléchargée, notamment comme sonnerie pour téléphone mobile. Elle reprend l'air du générique original du dessin animé Spiderman, qui a ensuite été repris par les Ramones.
Les paroles en français sont : Spider-Cochon, Spider-Cochon, il peut marcher au plafond. Est-ce qu'il peut faire une toile ? Bien sûr que non, c'est un cochon. Prends garde ! Spider-Cochon est là !
La version québécoise : Spider Pig, Spider Pig, C'est un cochon bien singulier. Dans sa toile, il attend. Rien pantoute, c'est un cochon. Attention car le cochon est là.
La version originale : Spider-Pig, Spider-Pig does whatever a Spider-Pig does. Can he swing from a web? No, he can't, he's a pig. Look out, he is a Spider-Pig!

## Autres apparitions

### Privé de jet privé(saison 19)
Spider-Cochon apparait également dans l'introduction du premier épisode de la saison 19 de la série, Privé de jet privé, lors de l'habituel gag du canapé qui change à chaque épisode.
Quand la famille Simpson arrive, ils trouvent Spider-Cochon assis sur le canapé. Tandis que l'air de la chanson de Spider-Cochon résonne, ils s'installent et Homer le prend dans ses bras en disant : « Mon amour de l'été» (« C’t’été, c’tait toi ma flamme » au Québec) et Spider-Cochon répond avec un grognement satisfait.

### Simpson Horror Show XVIII(saison 19)
Dans Heck House, sous épisode du Simpson Horror Show XVIII, Bart balance Spider-Cochon sur la tête d'Homer, ce qui fait que Homer se retrouve la tête entière dans l'arrière train du cochon.

### Tragédie bovine(saison 19)
Dans cet épisode, un des invités au mariage de Bart et Marie, amène Spider-Cochon comme cadeau de noce.

### Manucure pour 4 femmes(saison 20)
Spider-Cochon apparaît dans la parodie de Blanche Neige et les sept nains.

### Million dollar ma biche(saison 21)
Dans l'épisode 11 de la saison 21, Spider-Cochon apparaît en même temps que le titre, en train de tirer des toiles à la façon de Spiderman.

### Manque de taffe(saison 27)
Dans l'épisode 03 de la saison 27, Spider-Cochon apparaît pour servir de destrier à Maggie.

### Cochon de Burns(saison 28)
Dans l'épisode 11 de la saison 28, Marge achète un livre japonais qui la pousse à demander à sa famille de se débarrasser de leurs choses inutiles. Homer décide alors d'utiliser Spider-Cochon en tant qu'animal de thérapie pour ne pas avoir à s'en débarrasser. Cependant, lors d'une réception chez M. Burns, Spider-Cochon est attaqué par ses chiens de chasse. Il est alors soigné par M. Burns pour éviter un procès de la part d'Homer mais ce dernier voulant le garder, Homer décide de récupérer Spider-Cochon en rentrant par effraction chez M. Burns. Par ailleurs, dans la version française, Spider-Cochon est aussi appelé Plopper et non pas Crotteur.

### Chantons sur la piste(saison 29)
Dans l’épisode 7 de la saison 29, Spider-Cochon apparaît dans une scène faisant référence au film King Kong, scène dans laquelle un gorille escalade un gratte-ciel dans lequel se situe un bowling fréquenté par les Pin Pals. Spider-Cochon lui escalade la tour avec sa toile.